# الطريق الجهوية رقم 131 (تونس)
الطريق الجهوية رقم 131 أو ط ج 131 طريق ثانوية تونسية تصل بين الطريق الوطنية رقم 4 والطريق الوطنية رقم 6، وهي تتقاطع على التوالي (من الشرق إلى الغرب) مع الطريق الجهوية رقم 37 والطريق الجهوية رقم 29 والطريق الجهوية رقم 28 والطريق الجهوية رقم 49 والطريق الوطنية رقم 5.